# Kujula Kadphises

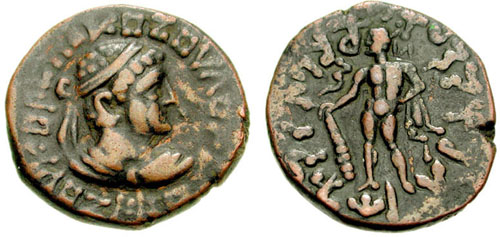
Münze des Kujula Kadphises

Kujula Kadphises war ein Herrscher des Reiches von Kuschana, der um 30–80 n. Chr. regierte. Er kann als der eigentliche Gründer des Kuschana-Reiches bezeichnet werden.
Kujula Kadphises ist aus diversen Quellen bekannt. Besonders wertvoll sind dabei die chinesische Aufzeichnungen von Hou Hanshu. Diese berichten, dass der Herrscher es schaffte, die vier Stämme der Yuezhi zu vereinen und durch Eroberungen ein Reich aufzubauen. Er griff die Parther (womit wohl eher das Indo-Parthische Königreich gemeint ist) an und eroberte die Region um Kabul und die Regionen um Peschawar. Er soll 81 Jahre alt gewesen sein, als er starb. Sein Nachfolger war sein Sohn Vima Takto. Ein anderer Sohn war Sadaskano, der von einer Inschrift bekannt ist.
Seine Münzen tragen meist griechische Legenden, einige von ihnen basieren auf römischen Vorbildern. Kujula Kadphises ist der erste Herrscher der Kuschana mit dem Titel König der Könige.